# ایران در المپیک تابستانی ۱۹۶۴
ایران در بازی‌های المپیک تابستانی ۱۹۶۴ که در توکیو ژاپن برگزار شد با ۶۳ ورزشکار در ۱۰ رشته ورزشی شرکت نمود و موفق به کسب ۲ مدال برنز و رتبه سی‌وچهارم در جدول مدال‌ها شد.

## رشته‌ها و تعداد شرکت‌کنندگان
| ورزش               | مردان | زنان | مجموع |
| ------------------ | ----- | ---- | ----- |
| شیرجه              | ۱     |      | ۱     |
| شنا                | ۱     |      | ۱     |
| دوومیدانی          | ۵     | ۳    | ۸     |
| مشت‌زنی             | ۵     |      | ۵     |
| دوچرخه‌سواری،جاده   | ۴     |      | ۴     |
| شمشیربازی          | ۴     |      | ۴     |
| فوتبال             | ۱۷    |      | ۱۷    |
| ژیمناستیک،آرتیستیک | ۱     | ۱    | ۲     |
| تیراندازی          | ۴     |      | ۴     |
| وزنه‌برداری         | ۵     |      | ۵     |
| کشتی               | ۱۲    |      | ۱۲    |
| مجموع              | ۵۹    | ۴    | ۶۳    |

فوتبال
تیم ملی فوتبال ایران اولین حضورش در المپیک را تجربه می کرد؛حضوری که پس از صعود به المپیک ۱۹۸۰ مسکو و کناره گیری به دلیل حمله شوروی به افغانستان همچنان ممکن نشده است.
ورزش زنان
زنان ایرانی در المپیک ۱۹۶۴ توکیو نیز حضور داشتتد.
سیمین صفامهر/ دو ۱۰۰ متر / هفتم دور اول - حذف 
سیمین صفامهر / پرش ارتفاع / ۳۱ ام دور مقدماتی- حذف
نازلی بیات ماکو / پرش ارتفاع / حذف در دورمقدماتی
ژولیت گئورگیان (بازیکن تیم زنان پرتاب دیسک تاج) 
پرتاب وزنه / ۱۶ ام دورمقدماتی - حذف
پرتاب دیسک / ۲۱ ام دورمقدماتی - حذف

## مدال‌ها

### جدول مدال‌ها
| رشته  | طلا | نقره | برنز | مجموع |
| ----- | --- | ---- | ---- | ----- |
| کشتی  |     |      | ۲    | ۲     |
| مجموع |     |      | ۲    | ۲     |

### مدال‌آوران
| مدال | نام               | رشته | مسابقه                |
| ---- | ----------------- | ---- | --------------------- |
| برنز | علی‌اکبر حیدری     | کشتی | ۵۲ کیلوگرم آزاد مردان |
| برنز | محمدعلی صنعت‌کاران | کشتی | ۷۸ کیلوگرم آزاد مردان |